# Sameh Saeed
Sameh Saeed Mujbel Al-Mamoori (Baghdad, 26 maggio 1992) è un calciatore iracheno, di ruolo terzino.

## Carriera
Gioca con il Baghdad, una squadra irachena; dal 2014 è entrato nel giro della nazionale di calcio irachena.

## Palmarès

### Club
- AFC Cup

Al-Quwa Al-Jawiya: 2016, 2017, 2018
- Coppa d'Iraq

Al-Quwa Al-Jawiya: 2015-2016
- Prima Lega

Al-Quwa Al-Jawiya: 2016-2017

### Nazionale
- Giochi asiatici: 1

2014